# Chiang Mai (thành phố)
Thành phố Chiang Mai (tiếng Thái: เทศบาลนครเชียงใหม่ เชียงใหม่, Thesaban nakhon Chiang Mai), phiên âm đúng là Chiêng Mài, hay Xương-mại (theo sử Việt thời nhà Nguyễn), là thành phố lớn thứ hai (xét theo quy mô dân số) của Thái Lan, là thủ phủ (tỉnh lị) của tỉnh Chiang Mai.

## Lịch sử
Chiang Mai từng là thủ đô của quốc gia Lanna. Có thể nói Chiang Mai là chứng nhân lịch sử đã chứng kiến nhiều thăng trầm của Lanna từ ngày được thành lập (khoảng năm 1254) cho tới giai đoạn phát triển huy hoàng cũng như lụi tàn do sức tiến thủ mạnh mẽ của các quốc gia láng giềng (Sukhothai, nhưng chủ yếu là Ayutthaya và đặc biệt là Miến Điện). Từ những năm cuối thế kỉ 18 trở đi, Chiang Mai cũng như toàn bộ quốc gia Lannathai được sáp nhập vào bản đồ Thái Lan, cho dù về mặt hành chính, sự sáp nhập này chỉ diễn ra vào những năm cuối thế kỉ 19, khi nhà vua cuối cùng của Lannathai qua đời và chính quyền Xiêm không chịu người thừa kế của ông lên ngai vàng.

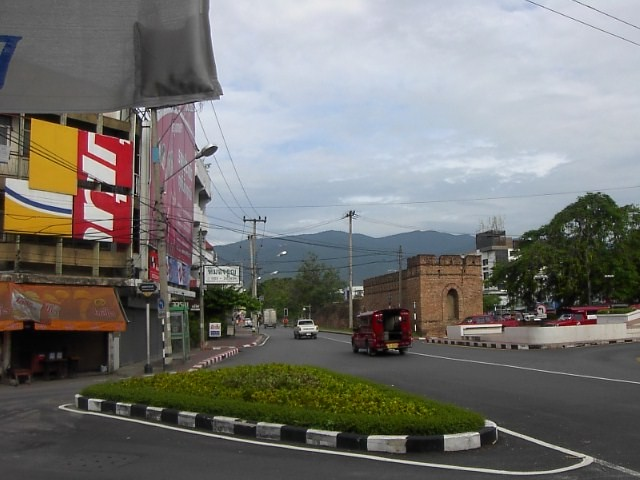
Một góc thành cổ tại Chiang Mai

Trải qua nhiều thời đoạn lịch sử, vị trí chiến lược mà Chiang Mai có được không chỉ bởi nó là thủ đô cũ của một vương quốc, mà còn bởi nó án ngữ tuyến đường trao đổi hàng hóa từ phía Nam Trung Hoa sang các nước Miến Điện, Ấn Độ và các nước Tây Á.
Từng là thủ đô của một vương quốc hùng mạnh trong nhiều thế kỉ, ngày nay, thành phố Chiang Mai vẫn tiếp tục đóng vai trò là đầu tàu cho toàn bộ vùng lãnh thổ ở phía Bắc Thái Lan, một trong những vùng còn kém phát triển về kinh tế nhưng khá ổn định về chính trị (ngoại trừ sự bất ổn ở một phần lãnh thổ Thái Lan thuộc Tam giác vàng, nhưng với sự quyết tâm của chính phủ Thái, việc đầu hàng của thủ lĩnh Khun Sa, sự hoạt động cầm chừng, lẻ tẻ và ngày càng phân tán của các tập đoàn thuốc phiện, người ta cho rằng giai đoạn thiếu ổn định về chính trị của khu vực này đã trôi qua). Với lợi điểm về du lịch, đặc biệt là du lịch sinh thái và du lịch lịch sử, Chiang Mai là một trong những địa điểm hấp dẫn nhất và được biết đến nhiều nhất của Thái Lan. Nhiều sự kiện văn hóa chính trị đã diễn ra tại đây, một trong số đó là SEA Games 17 vào năm 1995.
Hiên nay, có khoảng 60 đến 70 vạn dân, trên tổng số 1,6 triệu của tỉnh Chiang Mai, đang sinh sống và làm việc tại thành phố Chiang Mai. Với sức vóc mới, thành quả của những năm tăng trưởng mạnh mẽ gần đây, dân Thái còn hay gọi thành phố Chiang Mai là "Vùng đô thị Chiang Mai" (เขตนครเชียงใหม่และปริมณฑล), dẫu rằng về quy mô cũng như về mối quan hệ chiến lược với các khu vực ngoại ô và các thành phố nhỏ phụ cận, Chiang Mai chưa hẳn đã là một "đô thị" theo đúng nghĩa của từ.

## Địa lý

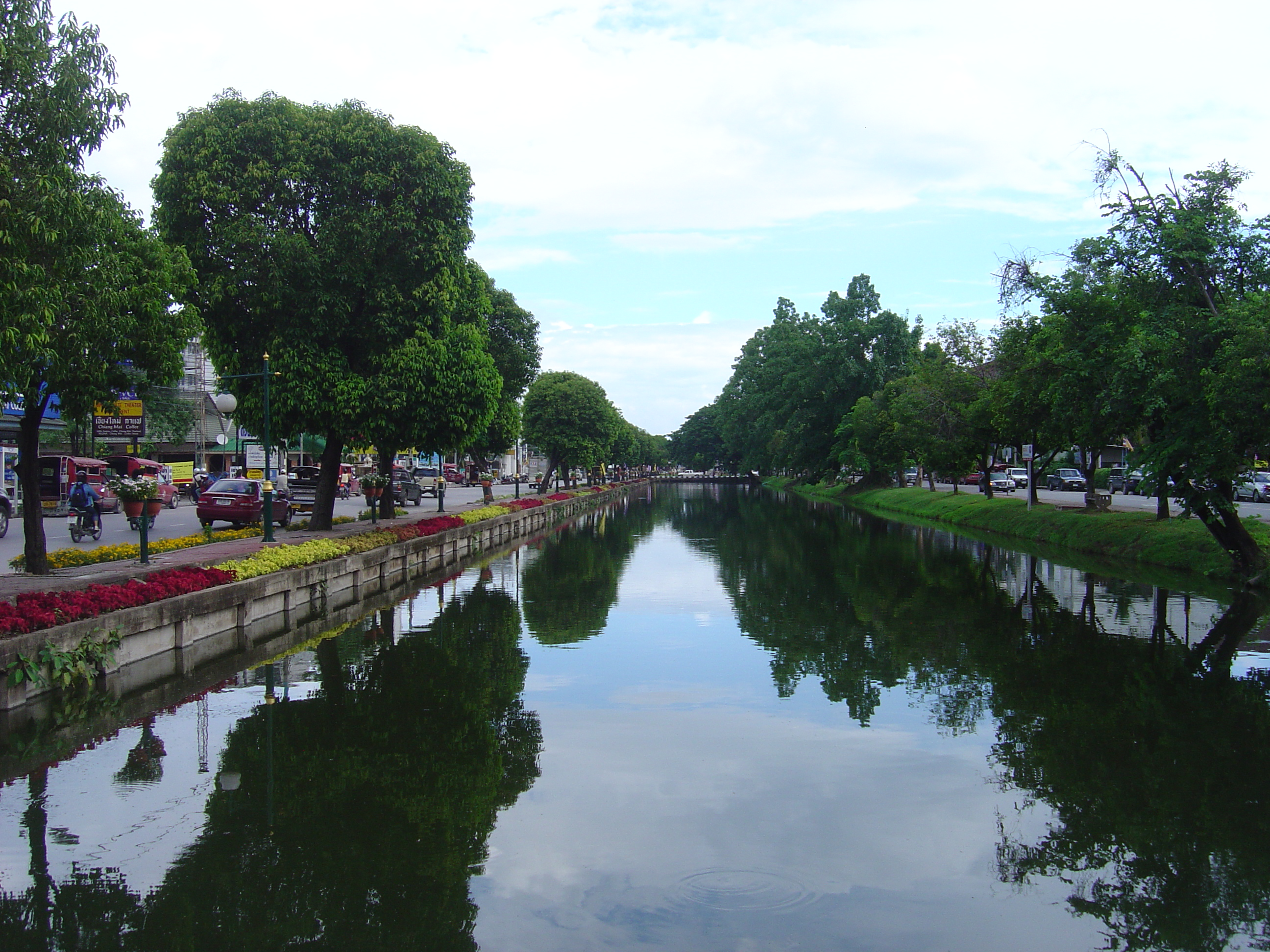
Con sông Ping chảy ngang qua thành phố Chieng Mai

Thành phố Chiang Mai tọa lạc tại 18°47'20" vĩ độ Bắc (gần ngang với vị trí của thành phố Vinh, Việt Nam), 98°59'00" kinh độ Đông, cách Bangkok chừng 800 km về phía Bắc. Chiang Mai nằm trên vùng địa hình đồi núi thuộc loại cao nhất của Thái Lan. Thành phố chạy dọc theo hữu ngạn sông Ping, một trong những phụ lưu lớn nhất và quan trọng nhất của sông Chao Phraya. 

Vùng đô thị Chiang Mai có dân số 1,198,000 người và trải dài từ Hàng Đồng ở phía nam, đến Mae Rim ở phía bắc và từ Suthep ở phía tây đến San Kamphaeng ở phía đông.

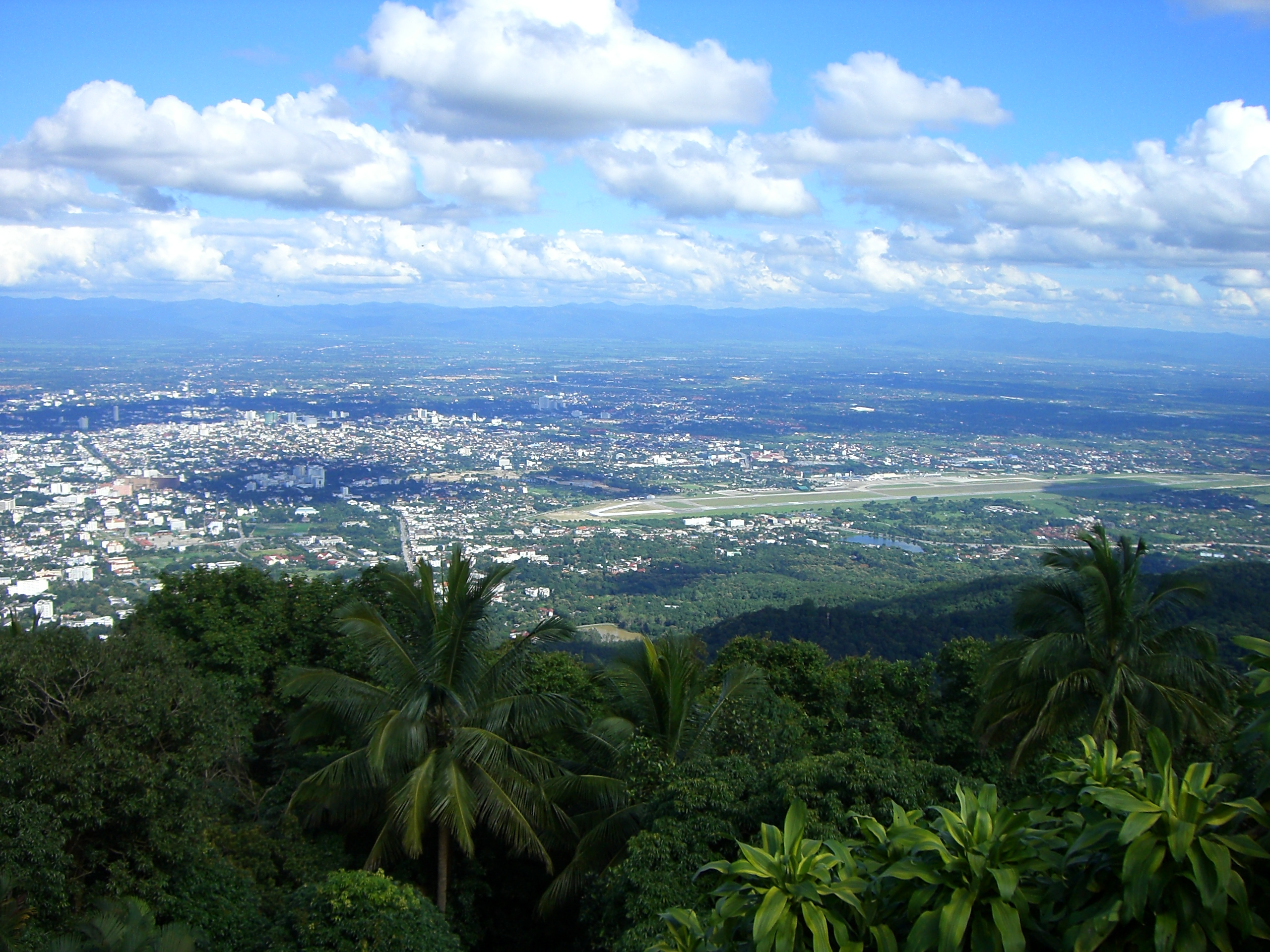
Toàn cảnh thành phố Chiang Mai

## Khí hậu
Chiang mai nằm trong vùng khí hậu nhiệt đới xavan, ảnh hưởng bởi vĩ độ thấp và độ cao tương đối, với thời tiết dao động từ ấm ấp đến nóng quanh năm, mặc dù vậy điều kiện ban đêm vào mùa khô có thể mát mẻ và thấp hơn so với mức nhiệt độ cao vào ban ngày. Vào tháng 5 năm 2005, nhiệt độ tại thành phố được ghi lại ở mức kỷ lục 42,4 °C (108,3 °F).
| Dữ liệu khí hậu của Chiang Mai           | Dữ liệu khí hậu của Chiang Mai | Dữ liệu khí hậu của Chiang Mai | Dữ liệu khí hậu của Chiang Mai | Dữ liệu khí hậu của Chiang Mai | Dữ liệu khí hậu của Chiang Mai | Dữ liệu khí hậu của Chiang Mai | Dữ liệu khí hậu của Chiang Mai | Dữ liệu khí hậu của Chiang Mai | Dữ liệu khí hậu của Chiang Mai | Dữ liệu khí hậu của Chiang Mai | Dữ liệu khí hậu của Chiang Mai | Dữ liệu khí hậu của Chiang Mai | Dữ liệu khí hậu của Chiang Mai |
| Tháng                                    | 1                              | 2                              | 3                              | 4                              | 5                              | 6                              | 7                              | 8                              | 9                              | 10                             | 11                             | 12                             | Năm                            |
| ---------------------------------------- | ------------------------------ | ------------------------------ | ------------------------------ | ------------------------------ | ------------------------------ | ------------------------------ | ------------------------------ | ------------------------------ | ------------------------------ | ------------------------------ | ------------------------------ | ------------------------------ | ------------------------------ |
| Cao kỉ lục °C (°F)                       | 34.1 (93.4)                    | 37.3 (99.1)                    | 39.5 (103.1)                   | 41.3 (106.3)                   | 41.4 (106.5)                   | 37.5 (99.5)                    | 37.5 (99.5)                    | 36.5 (97.7)                    | 36.1 (97.0)                    | 35.3 (95.5)                    | 34.5 (94.1)                    | 33.0 (91.4)                    | 41.4 (106.5)                   |
| Trung bình ngày tối đa °C (°F)           | 28.9 (84.0)                    | 32.2 (90.0)                    | 34.9 (94.8)                    | 36.1 (97.0)                    | 34.1 (93.4)                    | 32.3 (90.1)                    | 31.7 (89.1)                    | 31.1 (88.0)                    | 31.3 (88.3)                    | 31.1 (88.0)                    | 29.8 (85.6)                    | 28.3 (82.9)                    | 31.8 (89.2)                    |
| Trung bình ngày °C (°F)                  | 20.5 (68.9)                    | 22.9 (73.2)                    | 26.4 (79.5)                    | 28.7 (83.7)                    | 28.1 (82.6)                    | 27.3 (81.1)                    | 27.0 (80.6)                    | 26.6 (79.9)                    | 26.5 (79.7)                    | 25.8 (78.4)                    | 23.8 (74.8)                    | 21.0 (69.8)                    | 25.4 (77.7)                    |
| Tối thiểu trung bình ngày °C (°F)        | 13.7 (56.7)                    | 14.9 (58.8)                    | 18.2 (64.8)                    | 21.8 (71.2)                    | 23.4 (74.1)                    | 23.7 (74.7)                    | 23.6 (74.5)                    | 23.4 (74.1)                    | 23.0 (73.4)                    | 21.8 (71.2)                    | 19.0 (66.2)                    | 15.0 (59.0)                    | 20.1 (68.2)                    |
| Thấp kỉ lục °C (°F)                      | 3.7 (38.7)                     | 7.3 (45.1)                     | 10.0 (50.0)                    | 15.8 (60.4)                    | 19.6 (67.3)                    | 20.0 (68.0)                    | 20.5 (68.9)                    | 20.7 (69.3)                    | 16.8 (62.2)                    | 13.3 (55.9)                    | 6.0 (42.8)                     | 5.0 (41.0)                     | 3.7 (38.7)                     |
| Lượng Giáng thủy trung bình mm (inches)  | 7 (0.3)                        | 5 (0.2)                        | 13 (0.5)                       | 50 (2.0)                       | 158 (6.2)                      | 132 (5.2)                      | 161 (6.3)                      | 236 (9.3)                      | 228 (9.0)                      | 122 (4.8)                      | 53 (2.1)                       | 20 (0.8)                       | 1.185 (46.7)                   |
| Số ngày giáng thủy trung bình (≥ 1.0 mm) | 1                              | 1                              | 1                              | 5                              | 12                             | 12                             | 14                             | 17                             | 14                             | 9                              | 4                              | 1                              | 91                             |
| Số giờ nắng trung bình tháng             | 282.4                          | 275.5                          | 279.5                          | 271.2                          | 266.0                          | 180.7                          | 153.8                          | 143.0                          | 175.0                          | 223.7                          | 234.5                          | 258.7                          | 2.744                          |
| Nguồn: NOAA                              |                                |                                |                                |                                |                                |                                |                                |                                |                                |                                |                                |                                |                                |

## Du lịch tại Chiang Mai

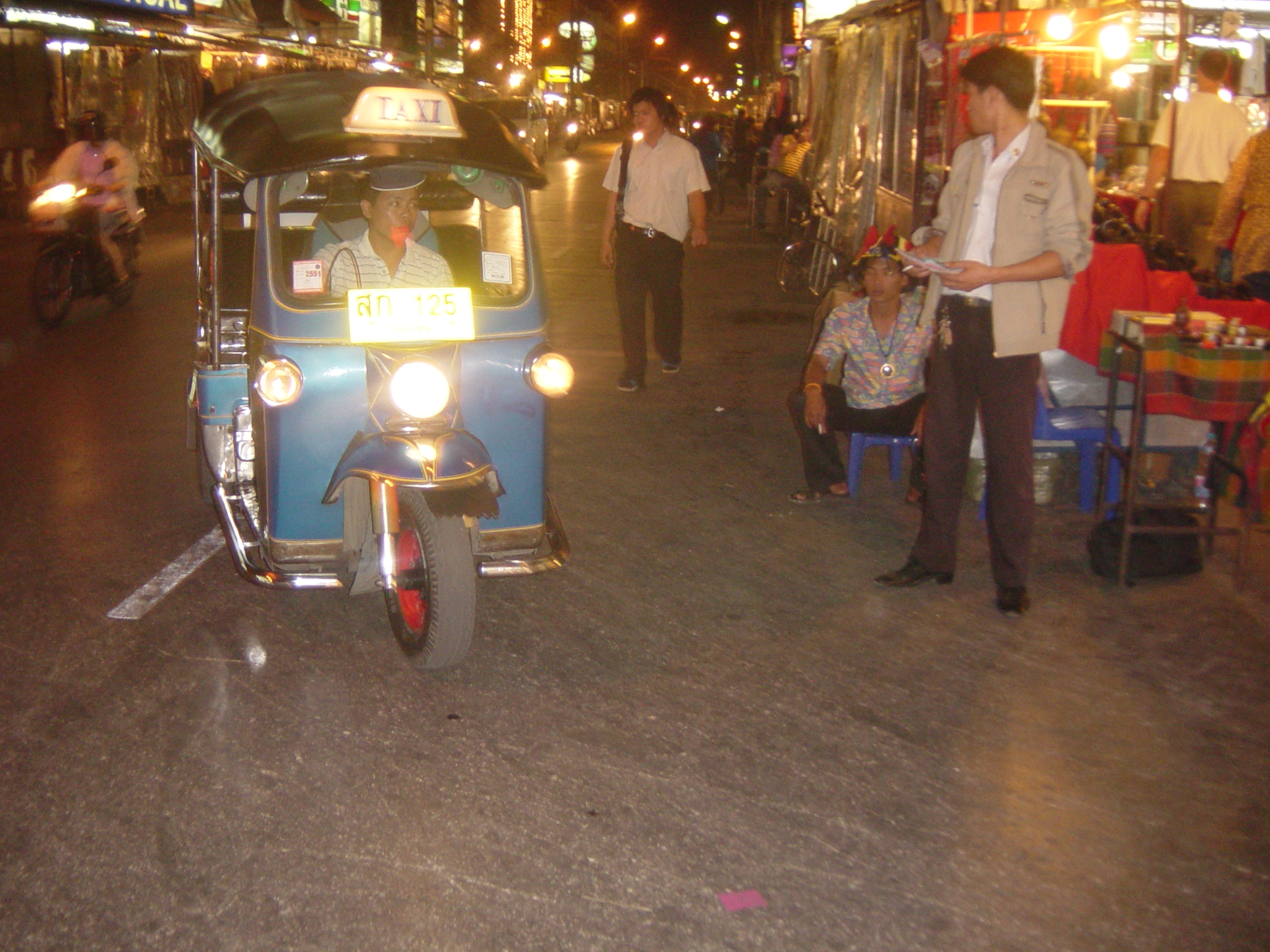
Xe tuk tuk ở một chợ đêm Chiang Mai

Ngoài những cảnh quan thiên nhiên, Chiang mai còn nổi tiếng với nhiều hàng hóa phục vụ cho việc mua sắm của du khách với giá cả phong phú và tương đối rẻ.
Song song đó chính quyền bắt đầu bảo vệ rừng, biến núi rừng thành những vùng đất dành riêng để bảo tồn và những công viên có tính cách thiên nhiên. Do khủng hoảng kinh tế vừa qua, nhưng ngành kỹ nghệ và thương mại ít chịu ảnh hưởng và được phát triển, đem lại sự thịnh vượng cho cư dân; cộng với sự nhận thức tiến bộ về di sản kế thừa riêng của thành phố, đang phát độntg một chiến dịch bảo toàn truyền thống ngàng nghề thủ công.
Mặc dù thành phố Chiang Mai hiện đại với diện tích rộng lớn với nhiều nhà hàng, khách sạn nhưng bên cạnh đó vẫn tồn tại những bức tường thành kiên cố được xây dựng vào thế kỷ thứ 19 – một thành phố hiện đại pha trộn thành phố cổ kính.
Vùng dành riêng cho du lịch tập trung quanh cổng Tha Phae, có nhiều khách sạn, cửa hàng và nhà khách. Một hình thức tân kỳ của ngành du lịch, bằng cách lôi cuốn càng nhiều du khách càng tốt, tham gia vào các lớp học nấu ăn, các lớp huấn luyện xoa bóp theo đúng truyền thống Thái Lan, trường dạy võ nghệ chuyên những cú đá hóc hiểm chết người, và câu lạc bộ thiền định. Đại lộ Huai Kaeo dẫn đến Doi Suthep, cũng thay da đổi thịt thành một trung tâm có nhiều khánh sạn, các khu thị tứ mua sắm hàng hóa, nơi tụ tập mua bán và những quán rượu.

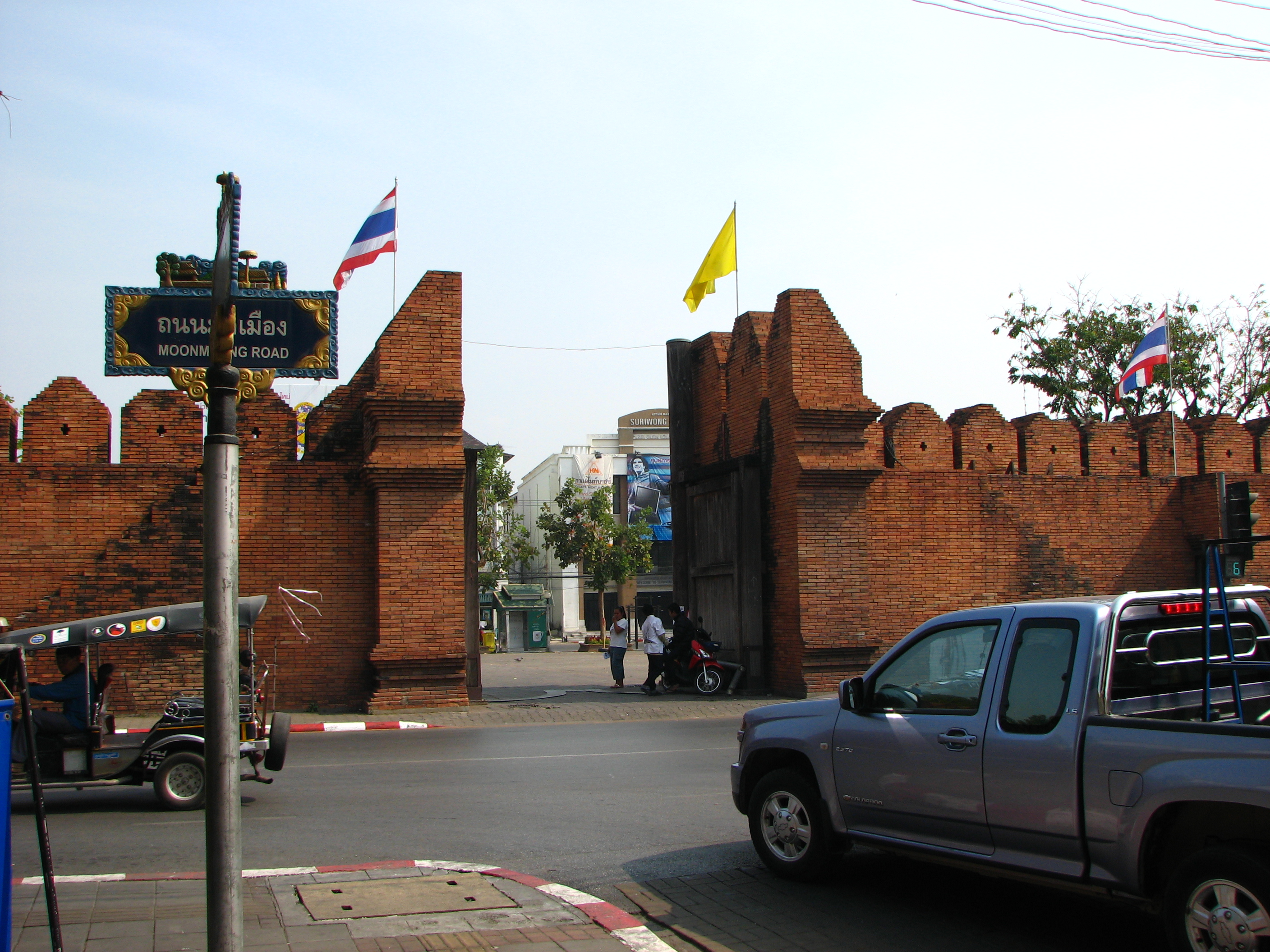
Một góc thành Thaphae

### Các điểm tham quan du lịch trong thành phố
Lịch sử thành phố khởi sự từ Wat Chiang Man (Chiang mai mở cửa hằng ngày đón du khách tham quan; vào cửa có vé), được người Chieng Mai xem là "nền tảng của Thành phố". Đây là ngôi chùa được Hoàng đế Mangrai xây dựng, khi Đức vua trú ngụ tại đây suốt thời kỳ kiến thiết thành phố vào năm 1296. Tọa lạc trên một phần đất phía Đông Bắc của thành phố cổ xưa, đó là đền thờ xưa nhất của Chiang Mai trong số hơn 300 đền thờ. Có hai pho tượng của Đức Phật xa xưa được tôn kính lưu giữ nơi Tu Viện của vị sư Trưởng tu viện, du khách có thể chiêm ngưỡng, sùng bái khi có yêu cầu. Một pho tượng của Đức Phật làm bằng pha lê cao 10 cm do Hoàng đế Mangrai lấy từ Chieng Mai thời Lamphun, mệnh danh là Phra Sae Tang Taman. Người ta nói, ngôi đền thờ này đã hiện diện nơi đây ngót 600 năm.
Bức tượng thứ hai, bằng đá chạm nổi ở chân tượng của Đức Phật, có tên gọi Phra Sila, được tín đồ tin tưởng xuất xứ từ Ấn Độ vào thế kỷ thứ tám sau Công Nguyên. Cư dân nói, hai bức tượng này có năng lực đem mưa đến bảo vệ thành phố khi có hỏa hoạn. 
Còn có cấu trúc quan trọng khác trong đền thờ Chiang Mai là Wat Chang Lom. Chiếm cứ một trong bốn đường phố chủ yếu là Wat Phra Singh, được xây dựng vào thế kỷ thứ 15, mái hình vuông được trụ trên những hàng voi xây bằng vữa hồ (mở cửa hằng ngày) đây là chùa đồ sộ nhất của Chiang Mai, kiến thiết vào năm 1345, những bức tượng dày của đền thờ, có những cánh cửa đóng ra ngoài. Wat Chedi Luang (mở cửa hằng ngày), xây dựng vào năm 1401 từ phía Đông của Wat Phra Singh. Sau 150 năm có trận động đất dự dội, làm rung động ngôi chùa có chiều cao 90 mét, ngôi chùa chỉ còn cao 42 mét. Từ đó, ngôi chùa không bao giờ được tái thiết, mặc dù có nhiều sự cố gắng tu sửa. Nhưng ngay trong những tàn tích đổ nát, đền kỷ niệm đồ sộ vẫn gây ấn tượng đẹp cho du kháchtham quan. Viên Ngọc Lục Bảo của Đức Phật đã được cất giữ nơi này trong suốt 84 năm ròng rã, trước khi chuyển đến thủ đô của nước Lào. Kề sát lối đi vào đền thờ, có cây bạch đàn đứng cao chót vót, người nào có tuổi thọ cao được bọc vào cây, tiêu biểu nét cao thượng của thành phố. Tọa lạc về phía Bắc của bức tường thành bao quanh thành phố, đó là Wat Chet Yok (mở cửa hằng ngày đón du khách), được Hoàng đế Trailokaraja thiết dựng, hoàn thành vào năm 1455. Như tên gọi gợi ý "bảy chóp nhọn", đó là mô hình chùaMahabodhi tại Bodhgaya của Ấn Đo. Tại đây, Đức Phật đã đạt được điều mong muốn, trong lúc Ngài phải dùng thời gian bảy tuần lễ, lưu lại trong các khu vườn này. Các thiên thần làm bằng vữa hồ có nét đẹp tuyệt vời, đem trang trì trên những bức tường của đền thờ xứng hợp những khuôn mặt hào hoa của gia đình Trailokraija. Quân Miến Điện đã tàn phá một cách nghiêm trọng đền thờ này suốt thời kỳ xâm lăng của họ vào năm 1566.
Một trong những đền thờ của thành phố phức tạp gây ảnh hưởng nhất là Wat Suan Dok (mở cửa hằng ngày) xây dựng vào thế kỷ 14 ở phía Tây.
Ngay gốc phía Tây Bắc ngôi đền, căn nhà mái lớp bằng ngói màu trắng cất giữ cốt tro gia đình Hoàng tộc của Chiang Mai. Người ta nói, ngôi nhà đồ sộ ở giữa cất giữ ít nhất là tám xác thánh cao quý vị Cao Tăng Phật giáo. Wat Chetawan (mở cửa hằng ngày), gần cổng lớn ra vào phía Đông, có ngôi nhà mái lớp ba tầng, lưu giữ tượng các con vật có tính cách thần thoại. 

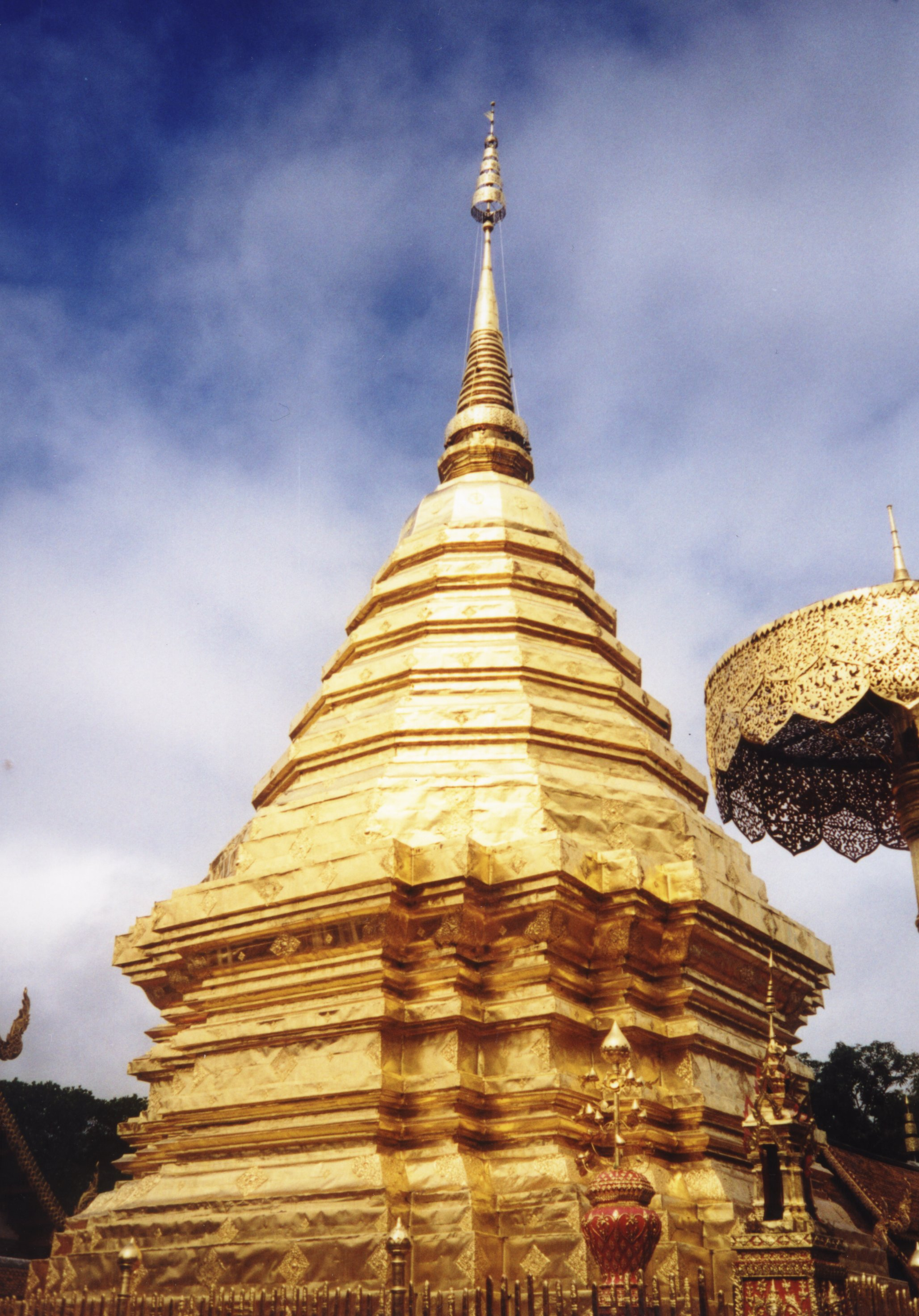
Chùa Doi Suthep, ngoài Chiang Mai

### Các điểm tham quan ngoài thành phố

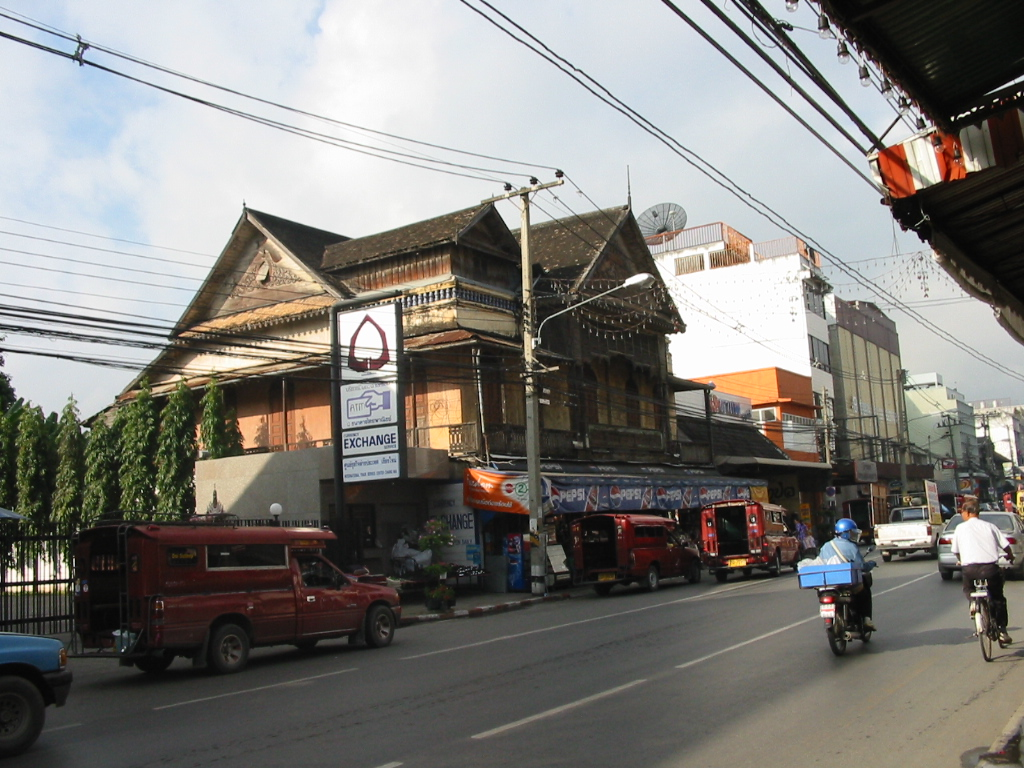
Một kiểu kiến trúc nhà cổ tại Chiang Mai

Men theo quốc lộ rời khỏi thành phố cổ xưa, ngay tại góc phía tây Bắc, du khách phải đi ngang qua Viện Giáo dục nổi tiếng nhất của miền Bắc, đó là Đại học Chiang Mai, mở cửa chính thức đón sinh viên vào năm 1965, khu đất chung quanh trường Đại học rộng 200 héc ta. Gần Trường Đại học, trong công viên Ratchamankla, là trung tâm nghiên cứu về các bộ lạc thiểu số(mở cửa từ thứ hai đến thứ sáu; từ 9 giờ sáng đến 4 giờ chiều, điện thoại: 053. 210872, vào cửa có vé), ở đây còn có Viện Bảo Tàng nhỏ về dân tộc học. Tại đây, người ta có thể so sánh trang phục và những dụng cụ thuộc nhiều bộ lạc thiểu số của Thái Lan. Gần bên khu vườn này là sở thú Chiang Mai (mở cửa từ 9 giờ sáng đến 5 giờ chiều; vào cửa có vé), khởi sự từ năm 1978, do một phái bộ Hoa Kỳ có tính cách tư nhân sưu tập thú hoang dã. Việc săn trộm chim, thú trong nhiều thập niên vừa qua, được đem tặng cho vườn bách thú, sự kiện này có thể kiểm soát được, thú vật hoang da ở trong Sở thu nhiều hơn trên rừng núi. 
Từ chân núi Doi Suthep, leo núi 12 km là đến Wat Doi Suthep. Đây là đền thờ nổi tiếng nhất của Chiang Mai, có tên gọi là Wat Doi Suthep (mở cửa hằng ngày). Địa thế ngôi đền được chọn lựa vào giữa thập niên 1300, theo truyền thuyết kể lại thì có một voi bị thả lỏng không bị xiềng xích, với một xác thánh của vị cao tăng Phật giáo buộc chặt trên lưng, chùa được dựng lên ngay điểm voi ngừng bước và không thể đi xa hơn nữa. Từ bến đậu xe của Wat Doi Suthep, có con đường đi lên cung điện Phuping – khi gia đình Hoàng tộc dời đi, khu vườn thuộc cung điện được chăm sóc chu đáo, mở cửa đón khách tham quan từ thứ sáu đến chủ nhật hằng tuần và các ngày nghỉ lễ chính thức.

### Các điểm tham quan khác
Ngoài các di tích kể trên, Chieng Mai còn có các điểm tham quan nổi tiếng khác như:
- Wiang Kum Kam, một thành phố cổ ngoài Chiang Mai với nhiều di tích chùa cổ
- Chùa U-Mong, một chùa nằm trong hang động tại phía Tây của thành phố
- Làng Noong Noc
- Viện Bảo Tàng Quốc gia
- Wat Chiang Man
- Vườn hồng
- Wat Chedi Luang
- Công viên voi
- Vườn quốc gia Chiang Dao

## Lễ hội
Thời gian thích hợp nhất để du lịch tại Chiang Mai là từ cuối tháng 11 đến đầu tháng hai, khi vùng này nở nhiều loại hoa đẹp. Có nhiều nơi nghỉ mát thuộc thung lũng Mae Sa, những sườn đồi và những khu vườn đầy hoa; riêng tháng hai hằng năm có Lễ hội hoa tại Chiang Mai, bằng những cuộc diễu hành hoa trên đường phố. Tháng tư có lễ hội Songkran (hay lễ hội té nước)báo hiệu mùa mưa sắp bắt đầu.

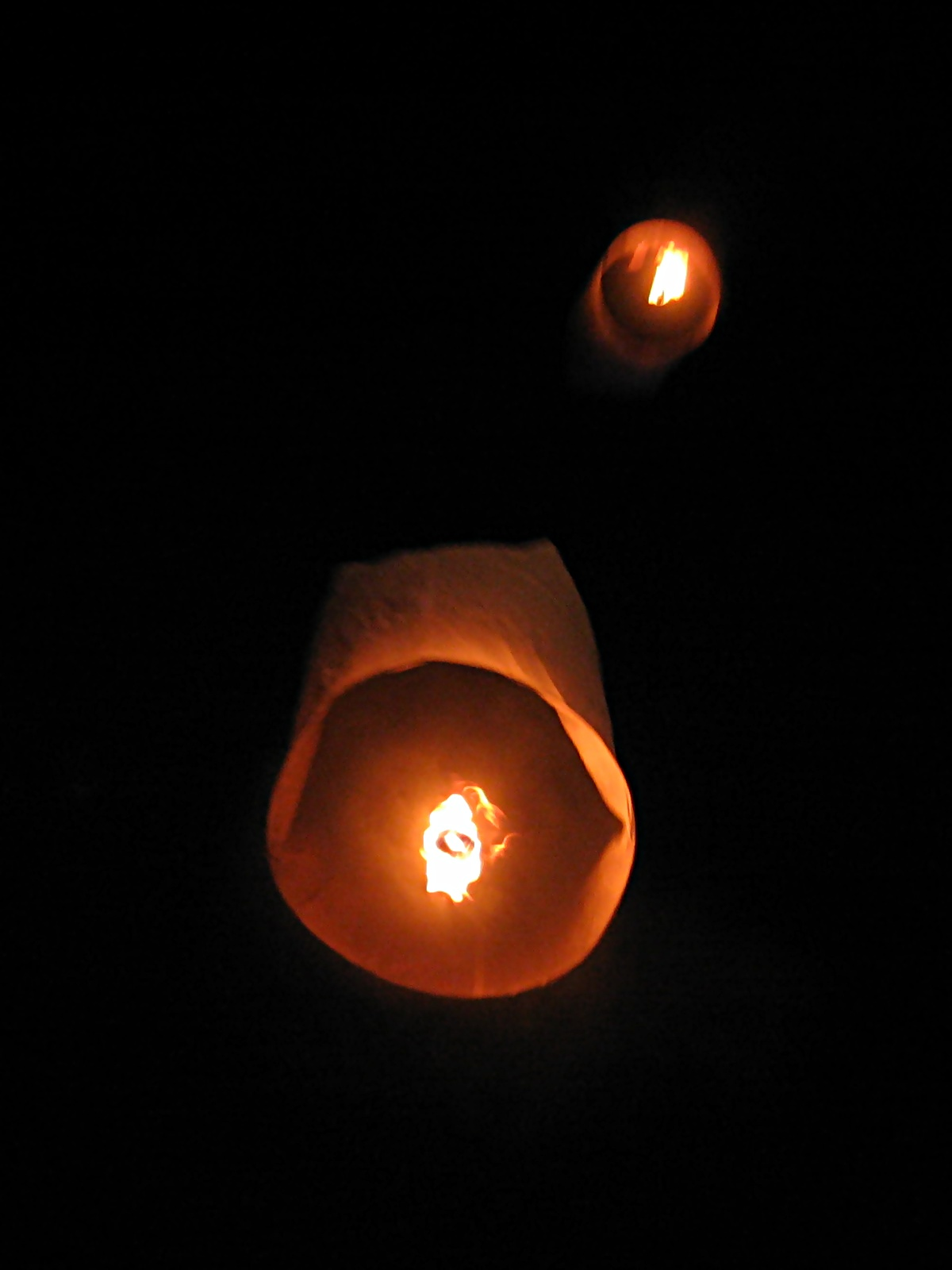
Lồng đèn được thả lên trời trong ngày hội Loy Krathong

Tại Chieng Mai có lễ hội Loy Krathong, suốt đêm trăng tròn tháng 11 hàng trăm lồng đèn và pháo bông thắp sáng lên trên hàng ngàn chiếc phao trôi bập bềnh theo dòng sông Ping. Lễ hội đèn lồng thường diễn ra hai đợt, một đợt dành cho dân địa phương và một đợt dành riêng cho du khách nước ngoài có tính phí.

## Ảnh

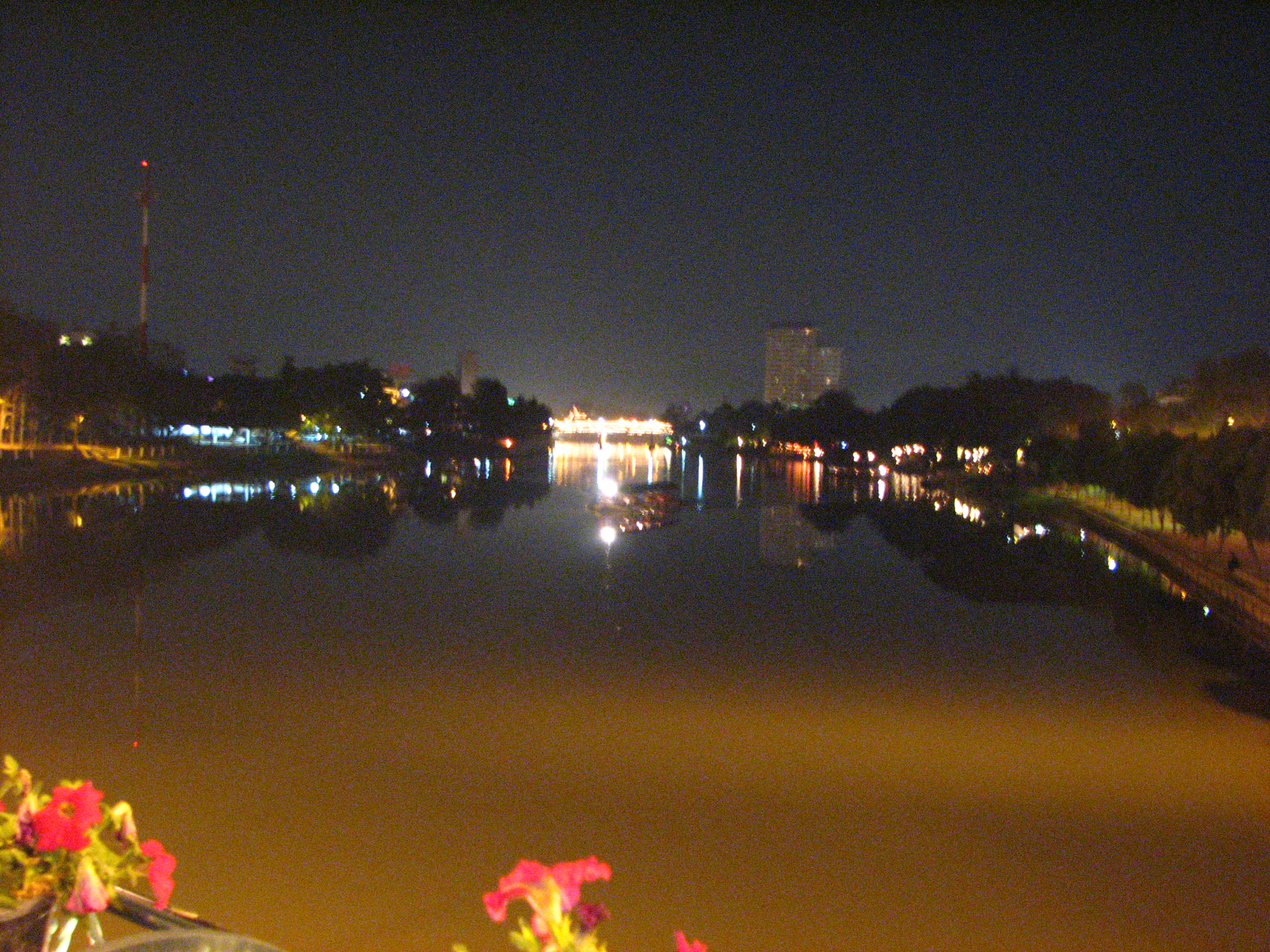
Sông Ping về đêm
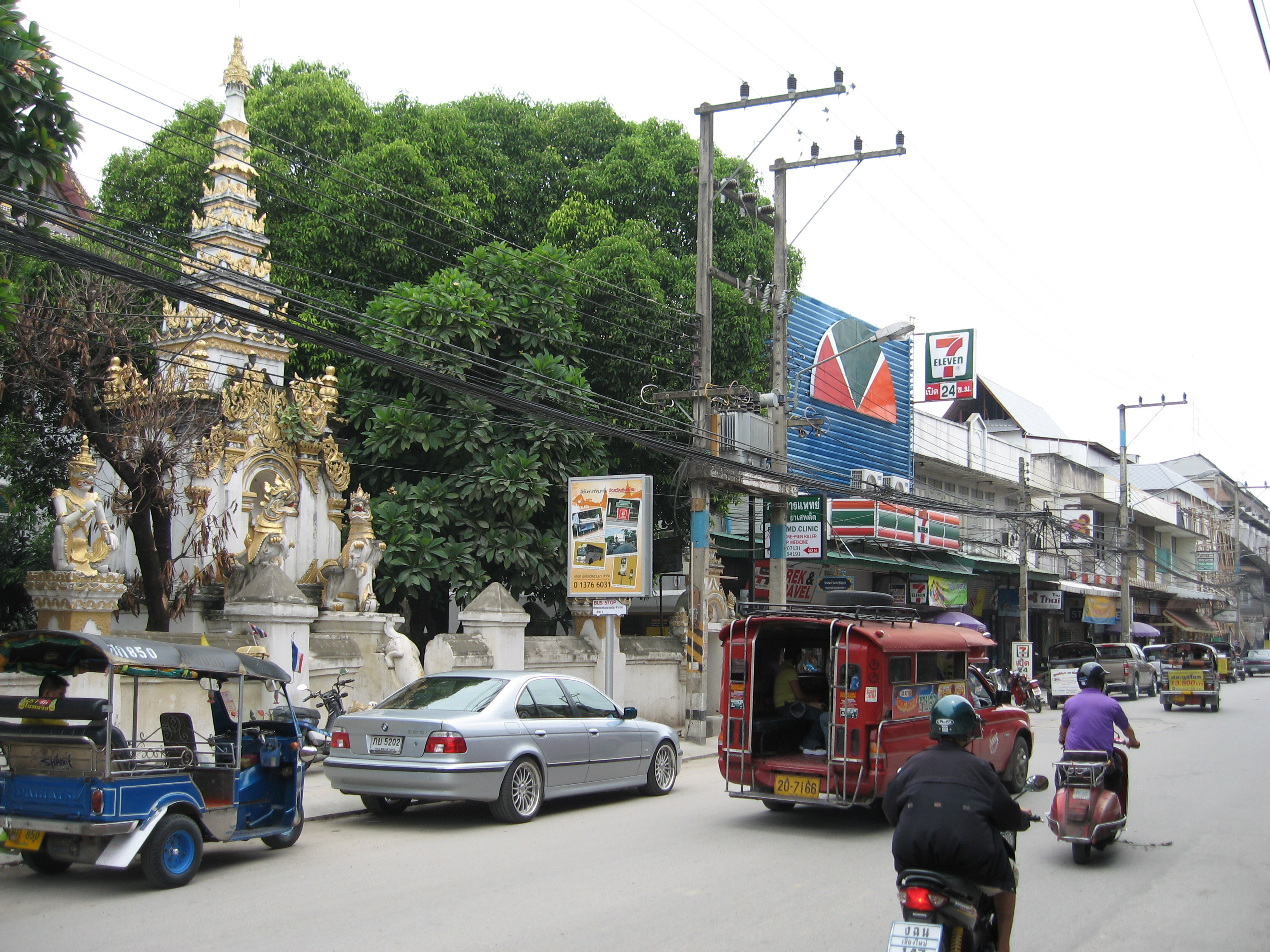
Trên đường phố Chiang Mai
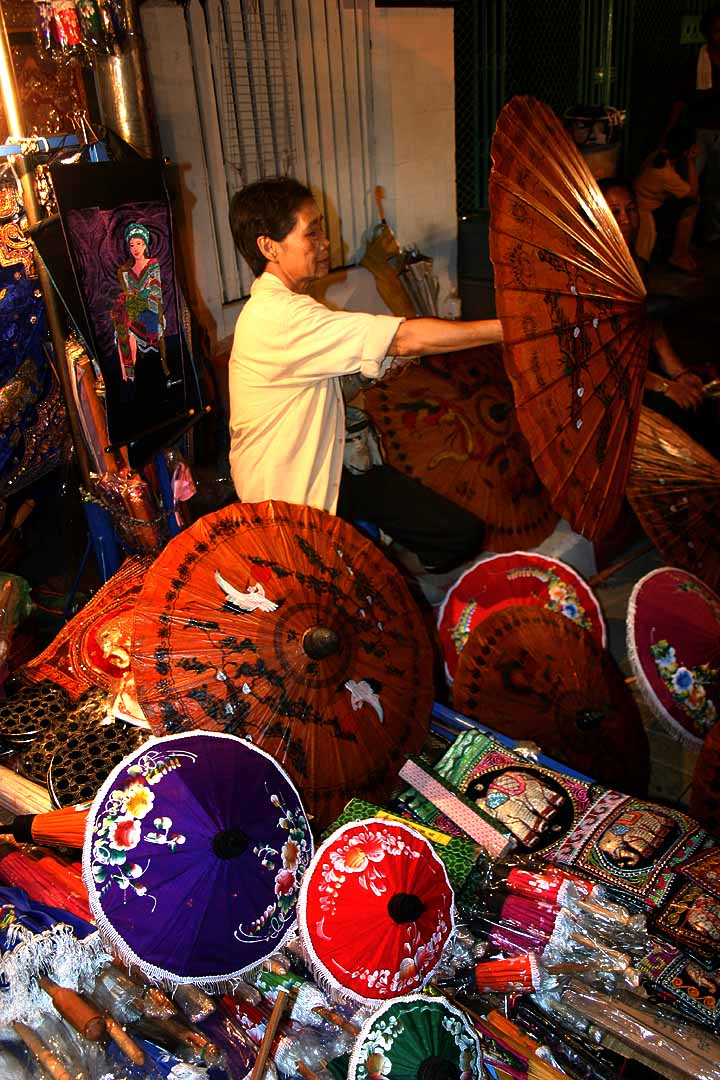
Sản phẩm thủ công truyền thống
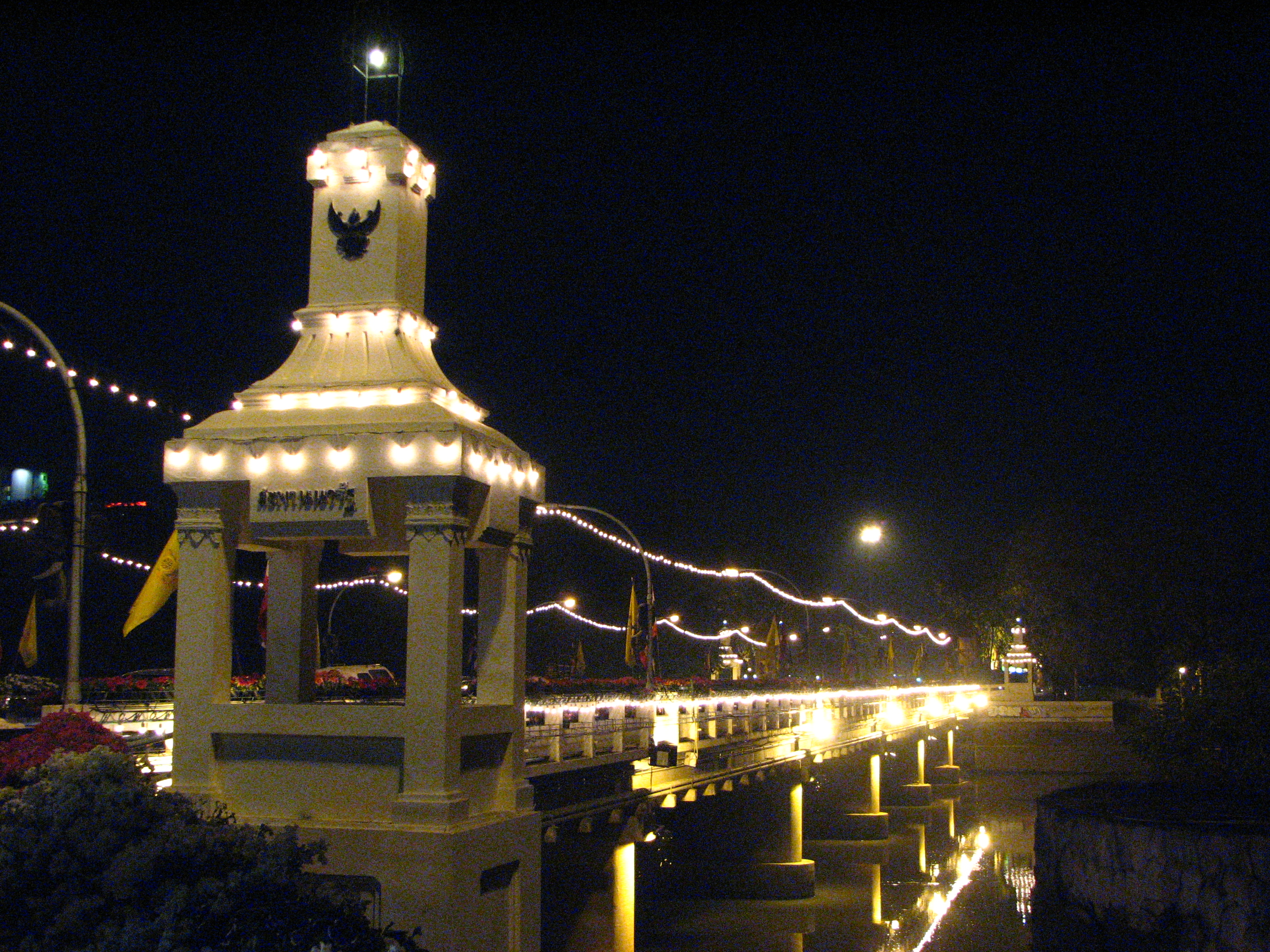
Cầu Narawat ở Chiang Mai
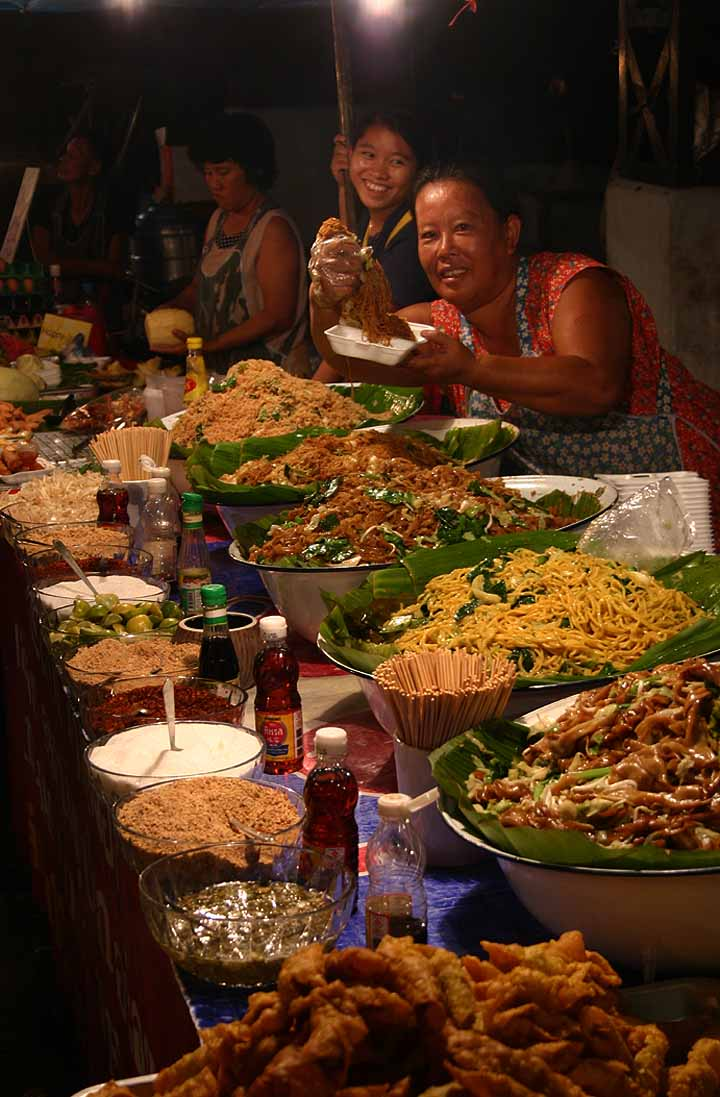
Chợ đêm Chiang Mai
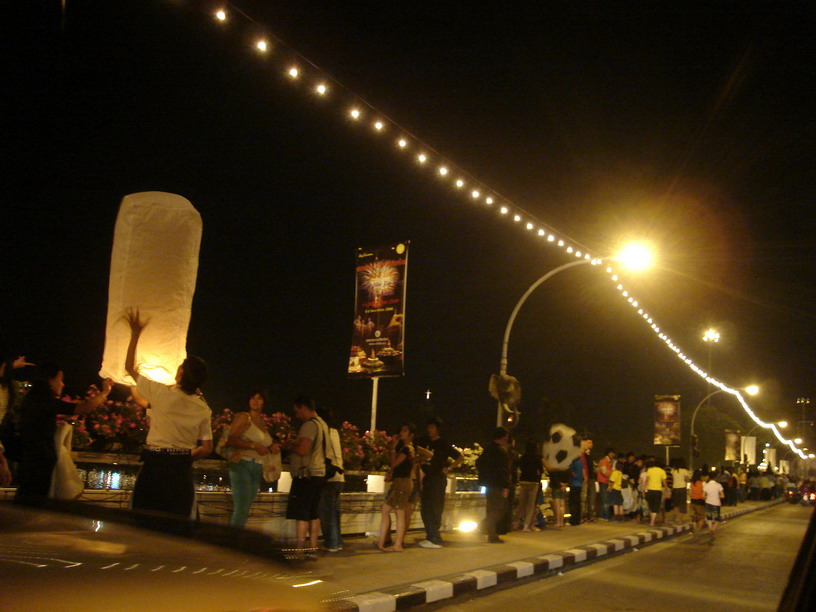
Thả lồng đèn vào ngày hội Loy Krathong
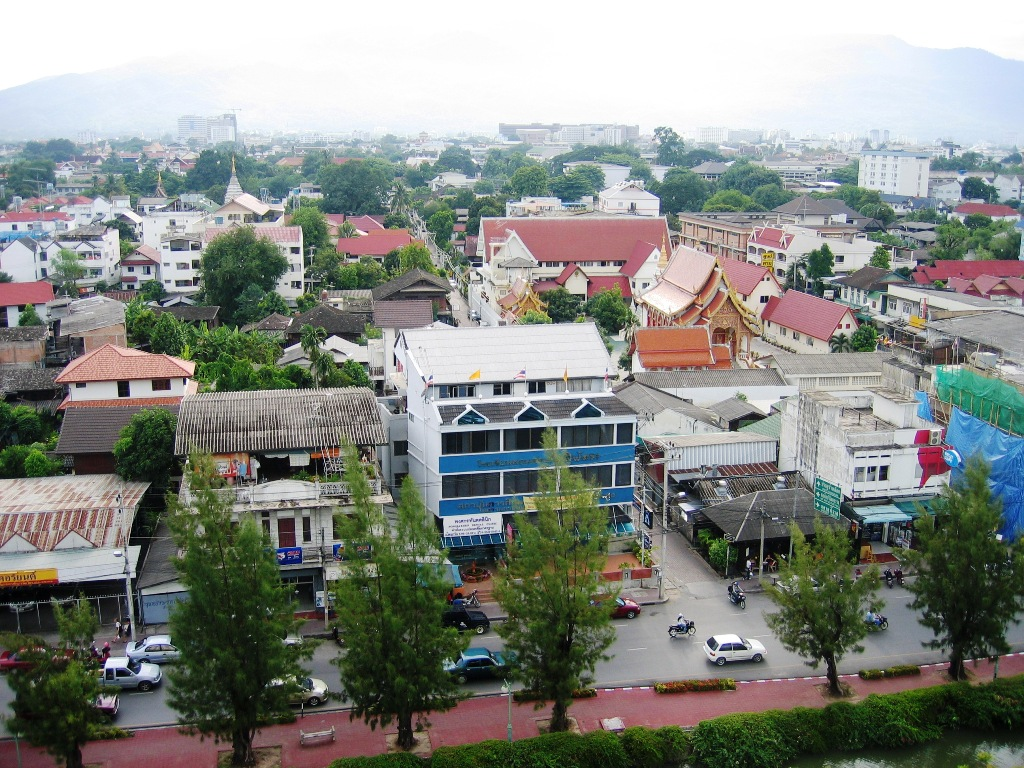
Một góc Chiang Mai ngày nay
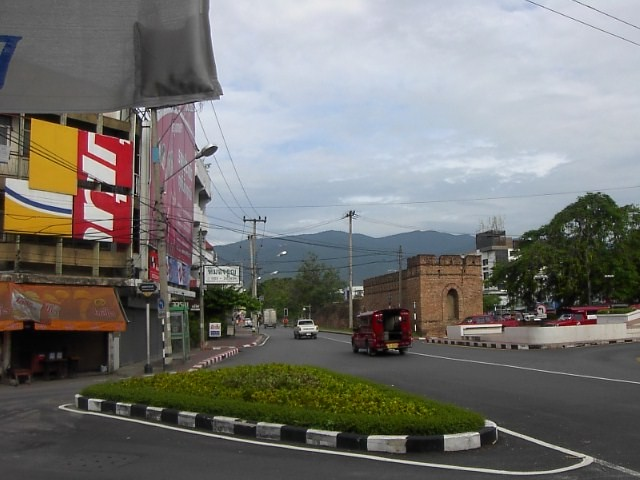
Một góc thành Thaphae

## Chú giải
1. ↑  "Archived copy". Bản gốc lưu trữ ngày 23 tháng 12 năm 2017. Truy cập ngày 22 tháng 12 năm 2017.{{Chú thích web}}:  Quản lý CS1: bản lưu trữ là tiêu đề (liên kết)
2. ↑  một số người đọc Chiềng Mai- đây là cách phát âm sai
3. ↑  "Chiang Mai, Thailand Metro Area Population 1950-2022". www.macrotrends.net. Truy cập ngày 24 tháng 10 năm 2022.
4. ↑  "Các Quy định của Bộ trưởng sẽ được đưa vào quy hoạch thành phố thống nhất Chiang Mai, Trang 32 (bằng tiếng Thái)" (PDF).
5. ↑  "Daily Climate Weather Data Statistics". Geodata.us. Truy cập ngày 29 tháng 4 năm 2012.
6. ↑  
"Chiang Mai(CIV/AFB) Climate Normals 1961–1990" (bằng tiếng Anh). National Oceanic and Atmospheric Administration. Truy cập ngày 20 tháng 2 năm 2015.
7. ↑  Xem thêm Tết Thái Lan